# Đam Rông 4
Đam Rông 4 là một xã thuộc tỉnh Lâm Đồng, Việt Nam.

## Lịch sử
Ngày 16 tháng 6 năm 2025, Ủy ban Thường vụ Quốc hội ban hành Nghị quyết số 1671/NQ-UBTVQH15 về việc sắp xếp các đơn vị hành chính cấp xã của tỉnh Lâm Đồng năm 2025 (có hiệu lực từ ngày 1 tháng 7 năm 2025). Trong đó, hợp nhất xã Đạ Tông, Đạ Long và Đưng K’Nớ thành xã Đam Rông 4.